# Dylan Minnette
Dylan Christopher Joseph Minnette (Evansville, 29 dicembre 1996) è un attore, musicista e cantante statunitense, noto principalmente per il ruolo di Zach Cooper nel film Piccoli brividi (2015) e di Clay Jensen nella serie televisiva Tredici (2017-2020).

## Biografia

### Primi anni
Dylan Minnette è nato ad Evansville, in Indiana, da Robyn e Craig Minnette. La sua famiglia ha origini italo-irlandesi. I suoi bisnonni paterni, provenienti da Napoli e Puglia, erano italiani emigrati negli Stati Uniti d'America nel 1923, mentre i suoi bisnonni materni, provenienti da Dublino, erano emigrati, invece, nel 1918. Si è trasferito a Champaign, nell'Illinois, dove ha vissuto per cinque anni, per poi trasferirsi a Los Angeles per perseguire una carriera nella recitazione.

### Vita privata
Dal 2014 al 2018, Minnette ha avuto una relazione con Kerris Dorsey, che ha incontrato sul set di Una fantastica e incredibile giornata da dimenticare. Più tardi quell'anno, inizia una relazione con Lydia Night, terminata nel dicembre del 2022.

## Carriera

### Attore
Il suo debutto avviene nel 2005 partecipando ad un episodio della serie televisiva Drake & Josh e a uno della sit-com Due uomini e mezzo. Tra il 2005 e il 2006 partecipa ad alcuni episodi di Prison Break, nel ruolo di Michael Scofield nella sua versione giovane 
Negli anni seguenti recita in due film natalizi, Un anno senza Babbo Natale e Fred Claus - Un fratello sotto l'albero. Nel 2008 prende parte ai film per famiglie Supercuccioli sulla neve e The Clique. Tra il 2007 e il 2010 ha preso parte alla serie televisiva Saving Grace nel ruolo di Clay Norman, per cui ha vinto un Young Artist Award. Sempre nel 2010 partecipa alla sesta stagione di Lost, nel ruolo di David Shephard, figlio di Jack Shephard in una realtà alternativa.
Interpreta il sadico e crudele bullo Kenny nel film horror-drammatico Blood Story, remake del film svedese Lasciami entrare, interpretazione che gli vale una candidatura agli Young Artist Awards come miglior attore non protagonista. Dopo aver partecipato come guest star alle serie televisive Supernatural, Medium e Lie to Me, nel 2011 viene ingaggiato per il ruolo di Rex Britten, figlio del protagonista, nella serie della NBC Awake. Nel 2015 ha ottenuto la parte del protagonista Zach Cooper nel primo film di Piccoli brividi, diretto da Rob Letterman. Nel 2017, è protagonista della serie televisiva Tredici, prodotta da Netflix nel ruolo di Clay Jensen.
Ha anche recitato nel film di Netflix, The Open House, presentato per la prima volta a gennaio 2018.

### Musicista

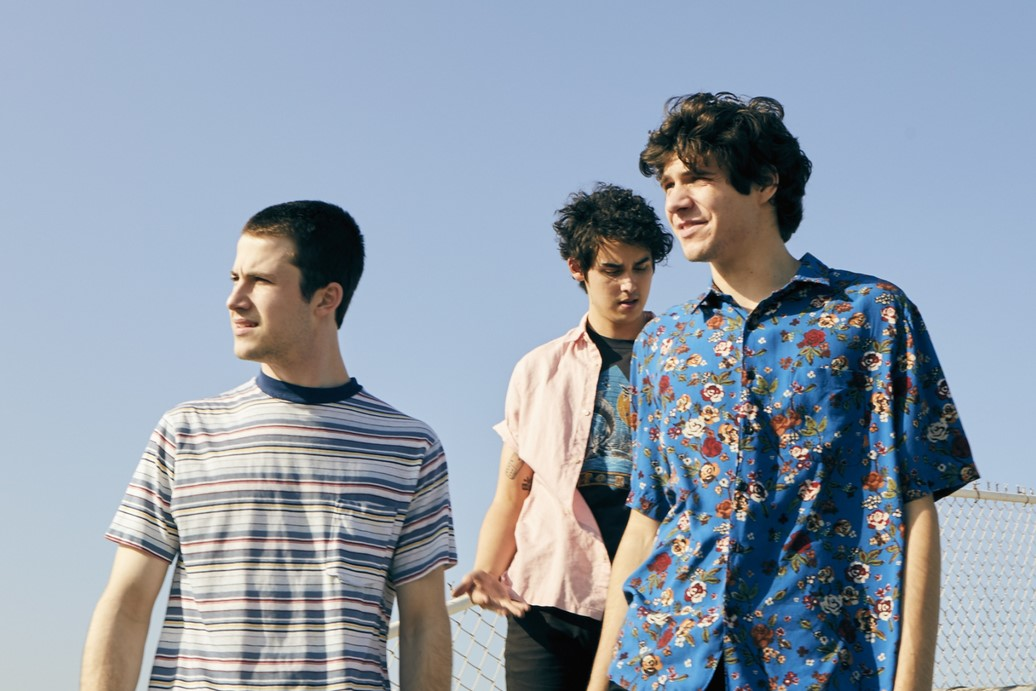
I Wallows nel 2018

Dylan è uno dei membri della band "Wallows", nella quale svolge il ruolo di chitarrista e cantante. La band era precedentemente nota come "The Feaver" e in seguito come "The Narwhals". Gli altri membri sono Cole Preston (batteria), Zack Mendenhall (basso) e Braeden Lemasters (cantante/chitarrista). La band ha vinto la Battle Of The Bands Contest (2010) sponsorizzata dalla stazione radio KYSR|98.7 FM e ha suonato al Vans Warped Tour 2011. La band si è esibita anche al "Summer Meltdown", un concerto per la consapevolezza dell'autismo, che si svolge ogni anno dal 2010. La band ha continuato poi a suonare in numerosi locali famosi di Los Angeles inclusi il Roxy Theatre e il Whisky a Go Go. Una canzone della band, Bleeding Man, è stata usata per il promo della 2 stagione della serie R. L. Stine's The Haunting Hour. 
Nel 2017 l'attività della band trova espressione nella pubblicazione di tre singoli: Pleaser, Sun Tan e Uncomfortable.
Minnette è apparso nel videoclip del singolo The Crow & the Butterfly della rock band Shinedown. 
Al termine della serie TV Tredici ha deciso di dedicare più tempo alla sua carriera musicale.

## Filmografia

### Cinema
- Oranges, regia di Joseph Merhi (2007)
- Fred Claus - Un fratello sotto l'albero (Fred Claus), regia di David Dobkin (2008)
- Supercuccioli sulla neve (Snow Buddies), regia di Robert Vince (2008)
- The Clique, regia di Michael Lembeck (2008)
- Blood Story (Let Me In), regia di Matt Reeves (2010)
- Prisoners, regia di Denis Villeneuve (2013)
- Un giorno come tanti (Labor Day), regia di Jason Reitman (2013)
- Una fantastica e incredibile giornata da dimenticare (Alexander and the Terrible, Horrible, No Good, Very Bad Day), regia di Miguel Arteta (2014)
- Piccoli brividi (Goosebumps), regia di Rob Letterman (2015)
- Man in the Dark (Don't Breathe), regia di Fede Álvarez (2016)
- The Disaster Artist, regia di James Franco (2017)
- The Open House, regia di Matt Angel e Suzanne Coote (2018)
- Scream, regia di Matt Bettinelli-Olpin e Tyler Gillett (2022)

### Televisione
- Drake & Josh – serie TV, episodio 3x18 (2005)
- Due uomini e mezzo (Two and a Half Men) – serie TV, episodio 2x20 (2005)
- Prison Break – serie TV, 5 episodi (2005-2006)
- Enemies – serie TV, episodio 1x01 (2006)
- MADtv – serie TV, episodio 1x18 (2006)
- Saving Grace – serie TV, 29 episodi (2007-2010)
- Grey's Anatomy – serie TV, episodio 4x05 (2007)
- Ghost Whisperer - Presenze (Ghost Whisperer) - serie TV, episodio 3x17 (2008)
- Le regole dell'amore (Rules of Engagement) – serie TV, episodio 2x14 (2008)
- The Mentalist – serie TV, episodio 1x02 (2008)
- Supernatural – serie TV, episodio 4x11 (2009)
- Lost – serie TV, 4 episodi (2010)
- Medium – serie TV, episodio 7x01 (2010)
- Men of a Certain Age – serie TV, 4 episodi (2010-2011)
- Lie to Me – serie TV, episodio 3x10 (2011)
- Against the Wall – serie TV, episodio 1x06 (2011)
- R. L. Stine's The Haunting Hour – serie TV, episodio 2x06 (2011)
- Law & Order - Unità vittime speciali (Law & Order: Special Victims Unit) – serie TV, episodio 13x21 (2012)
- Awake – serie TV, 13 episodi (2012)
- Agents of S.H.I.E.L.D. – serie TV, episodi 1x12-2x03 (2014)
- Scandal – serie TV, 6 episodi (2014)
- Tredici (Thirteen Reasons Why) – serie TV, 49 episodi (2017-2020)
- The Dropout - miniserie TV, 4 episodi (2022)

## Riconoscimenti
- 2015 – Young Artist Awards[15]
  - Nomination Miglior performance in un film – Giovane cast per Una fantastica e incredibile giornata da dimenticare

## Doppiatori italiani
Nelle versioni in italiano delle opere in cui ha recitato, Dylan Minnette è stato doppiato da:
- Manuel Meli in Saving Grace, Awake, Piccoli brividi, Man in the Dark, Scream
- Flavio Aquilone in Prisoners, Agents of S.H.I.E.L.D.
- Federico Viola in Scandal, Una fantastica e incredibile giornata da dimenticare
- Renato Novara in Tredici, The Open House
- Furio Pergolani in Lost
- Alessio Puccio in Major Crimes
- Lorenzo De Angelis in Law & Order - Unità vittime speciali
- Alex Polidori in The Dropout